# Asahi Broadcasting Corporation
Asahi Broadcasting Corporation (朝日放送株式会社?, Asahi Hōsō Kabushiki-gaisha, ABC) è un'azienda giapponese di telecomunicazioni che opera in Kansai e ha sede a Osaka.

## Storia
Asahi Broadcasting Corporation viene fondata il 15 marzo 1951 e comincia le trasmissioni radio l'11 novembre. Quattro anni dopo, il 25 maggio 1955, ABC e New Japan Broadcasting Company fondano Osaka Television Co., Ltd. (大阪テレビ放送株式会社?, Ōsaka Terebi Hōsō Kabushiki-gaisha, OTV), che comincia la trasmissione televisiva sul canale 6, con il nominativo JOBX-TV, il 1º dicembre 1956.
Il 1º marzo 1959, ABC acquista la OTV, rinominandola ABC Osaka Television (朝日放送大阪テレビ?, Asahi Hōsō Ōsaka Terebi, ABC-OTV), e si fonde con questa il 1º giugno, cominciando la duplice trasmissione radio-televisiva effettuata ancora oggi.
Il 2 e il 3 maggio 1965, ABC si unisce a Japan Radio Network (JRN) e a National Radio Network (NRN), unendo insieme gli uffici e gli studi nella sede costruita a Oyodo-minami nel 1966.
Il 31 marzo 1975 esce da Japan News Network (JNN) e si unisce a All-Nippon News Network (ANN) per conto della Asahi Shimbun, uno dei suoi principali azionisti.
Il 23 marzo 2001, ABC ottiene, prima in Giappone, la certificazione ISO 14001.
Il 19 maggio 2008 la sede principale viene spostata da Oyodo-minami Nichome, Kita a Fukushima Itchome, Fukushima. Le trasmissioni dalla nuova sede cominciano il 23 giugno.

## Uffici
- Sede: 1-30, Fukushima Itchome, Osaka, Giappone
- Ufficio di Tokyo: decimo piano dell'Asahi Shimbun Tokyo Office Shinkan, 3-2, Tsukiji Gochome, Chūō, Tokyo, Giappone
- Ufficio di Nagoya: nono piano del RICCO Sakae, 14-7, Sakae Sanchome, Naka-ku, Nagoya, Giappone

## Canali

### Radio
- JONR
- Japan Radio Network (JRN)
- National Radio Network (NRN)

### Televisione
- JONR-DTV
- Japan News Network (JNN)
- All-Nippon News Network (ANN)

## Diffusione

### Radio
JONR
- Osaka: 1008 kHz, 50 kW
- Kyoto: 1008 kHz, 300 W

### Televisione (analogico)
JONR-TV
- Canale 6

### Televisione (digitale)
JONR-DTV
- Canale 15

### Stazioni televisive
Prefettura di Osaka
- Kashiwara (digitale): canale 15
- Misaki (digitale): canale 15
- Naka-Nose (digitale): canale 15
- Nishi-Nose (digitale): canale 15

Prefettura di Nara
- Tochihara (analogico): canale 35
- Tochihara (digitale): canale 37
- Yoshino (analogico): canale 36

Prefettura di Shiga
- Otsu (analogico): canale 38
- Otsu (digitale): canale 15
- Otsu-Ishiyama (digitale): canale 27
- Hikone (analogico): canale 58
- Hikone (digitale): canale 15
- Koka (digitale): canale 15

Prefettura di Kyoto
- Yamashina, Kyoto (analogico): canale 56
- Yamashina, Kyoto (digitale): canale 37
- Kameoka (analogico): canale 35
- Kameoka (digitale): canale 15
- Fukuchiyama (analogico): canale 58
- Fukuchiyama (digitale): canale 15
- Maizuru (analogico): canale 55
- Maizuru (digitale): canale 15
- Naka-Maizuru (digitale): canale 31
- Nodagawa (digitale): canale 31
- Miyazu (analogico): canale 35
- Miyazu (digitale): canale 15

Prefettura di Hyogo
- Kobe (zona montuosa) (analogico): canale 41
- Kobe (zona montuosa) (digital): canale 15
- Nada, Kobe (analogico): canale 56
- Hokutan-Tarumi (analogico): canale 57
- Hokutan-Tarumi (digitale): canale 15
- Nishinomiya-Yamaguchi (digitale): canale 15
- Inagawa (analogico): canale 35
- Inagawa (digitale): canale 38
- Tatsuno (digitale): canale 15
- Miki (analogico): canale 38
- Miki (digitale): canale 15
- Himeji (analogico): canale 58
- Himeji (digitale): canale 15
- Himeji-nishi (digitale): canale 15
- Ako (analogico): canale 58
- Ako (digitale): canale 15
- Wadayama (digitale): canale 15
- Kinosaki (analogico): canale 58
- Kinosaki (digitale): canale 15
- Kasumi (analogico): canale 35
- Kasumi (digitale): canale 15
- Sasayama (digitale): canale 15
- Hikami (digitale): canale 15
- Aioi (digitale): canale 15
- Yamasaki (digitale): canale 20
- Fukusaki (digitale): canale 15
- Yoka (digitale): canale 31

Prefettura di Wakayama
- Wakayama (analogico): canale 44
- Wakayama (digitale): canale 15
- Kinokawa (digitale): canale 15
- Kainan (analogico): canale 58
- Kainan (digitale): canale 15
- Hashimoto (digitale): canale 42
- Gobo (analogico): canale 57
- Gobo (digitale): canale 15
- Kibi (digitale): canale 15
- Tanabe-kita (digitale): canale 15
- Tanabe (analogico): canale 58
- Tanabe (digitale): canale 15
- Arida (digitale): canale 15
- Shingu (analogico): canale 38
- Shingu (digitale): canale 15
- Kushimoto (analogico): canale 57
- Kushimoto (digitale): canale 15
- Minabegawa (digitale): canale 38